# Этана
Этана — мифический царь (лугаль) древнего шумерского города Киша, правивший в начале III тысячелетия до н. э.

## Правление
Согласно «Царскому списку» Этана — тринадцатый правитель I династии Киша, по более древней традиции — первый царь этой династии. Что же касается его предшественников, названных в «Царском списке», то они скорее всего вымышлены составителями списка. Эти неназванные царями предшественники Этаны носят «звериные» имена семитского происхождения (Калибум — «собака», Калумум — «ягнёнок», Зукакип — «скорпион»), связанные с магией и восходящие к эпохе формирования шумерской народности, к эпохе первобытнообщинного строя.
Этана был первым правителем Шумера, чьи деяния подверглись записи, пусть и краткой. В «Царском списке» о нём говорится:
Этана, пастух, тот, что вознёсся на небеса,
 тот, что объединил все страны,
 стал царём и царствовал 1500 лет…
Для историков и исследователей шумерской культуры интересен оборот: «тот, который объединил все страны». Если допустить, что это утверждение, найденное в документе, датированном тысячелетие спустя после правления Этаны, отражает достоверные сведения, можно предположить, что он установил своё господство не только в Шумере, но и в каких-то соседних территориях, то есть претендовал на «мировое господство» (по тем временам, конечно). Не случайно, впоследствии титул «царь Киша» воспринимался как царь-гегемон, стоящий над всеми другими правителями и царями.
То, что Этана был примечательной и незаурядной фигурой в ранней истории Шумера, подтверждается указанием чисто легендарного свойства в том же «Царском списке», что этот царь «был человеком, который взошёл на небеса», а также семито-аккадской поэмой (шумерский её прототип до сих пор не найден) начала II тысячелетия до н. э., содержащей тот же мифический мотив. Согласно этой легенде, Этана был набожным, богобоязненным царём, оправлявшим божественный культ преданно и добросовестно, но был проклят бездетностью и не имел наследника своего имени. Его заветным желанием было поэтому добыть «растение рождения», но оно находилось на небесах вне досягаемости смертного. Для того чтобы попасть на небеса, Этана заручился помощью орла, спасённого им из ямы, куда его бросила змея, чью дружбу он предал и чьих детёнышей сожрал. С огромной высоты земля показалась Этане не больше «борозды», а море — «миской с похлёбкой». Когда же они вовсе пропали из вида, Этана испугался, разжал руки и стал падать… — на этом текст обрывается. Конец истории до сих пор найти не удалось. 

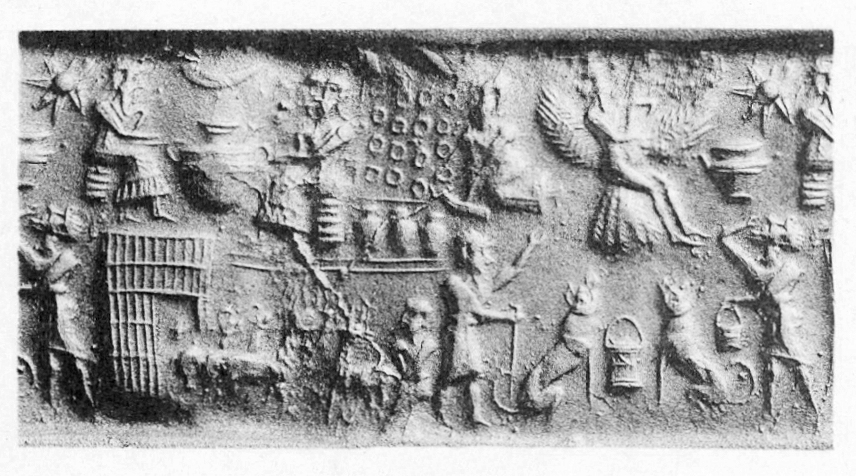
Миф об Этане. Оттиск цилиндрической печати периода Аккадской империи

Конечно, Этана на небесах не остался, ибо судя по погребальной песне с таблички из Музея имени Пушкина, а также семнадцатой табличке аккадского эпоса о Гильгамеше, мы застаём Этану в Нижнем мире, куда неизбежно попадают все смертные, независимо от их славы. Судя по тому, что Этане, согласно «Царскому списку», наследовал его сын Балих, ему всё же удалось завести ребёнка.
Эта легенда пользовалась популярностью среди резчиков печатей, судя по количеству печатей с изображением смертного, поднимающегося к небесам на крыльях орла. Все эти легендарные традиции только помогают убедиться, что Этана был могучей и внушительной фигурой, чья жизнь и подвиги захватили воображение древних певцов и поэтов.
«Царский список» сообщает, что Этана правил 1500 лет (есть варианты в 635 лет). За Этаной, согласно «Царскому списку», следовали семеро совершенно безликих царей, включая и сына Этаны Балиха, пока на престол не вступил Эн-Мебарагеси, о котором вновь становится кое-что известно. Некоторые из этих правителей носили скорее семитские, нежели шумерские имена, и все они согласно списку имели огромное количество (в несколько сот) лет правления.
| I династия Киша        |                                  |                 |
| Предшественник: Арвиум | правитель Киша XXIX век до н. э. | Преемник: Балих |